# IPhone 4S

iPhone 4s 標誌

iPhone 4s是苹果公司研发的一款智能手机，是iPhone系列的第五代後續機款。
此產品於2011年10月4日“Let's talk iPhone”的發佈會發佈，2011年10月14日正式向美國、加拿大、澳洲、英國、法國、德國、日本7個國家開售，在10月28日於其它22個地區開售。iPhone 4s的外觀上與iPhone 4幾乎相同，但iPhone 4s有更高像素（800万像素）的摄像头，並使用性能提升數倍的雙核Apple A5處理器，搭載升级后的操作系统iOS 5。另外還有初次登場的Siri，該語音助理服務可以識別自然的人類語言。
在大中華地區，2011年11月11日正式在香港開始發售，屬於全球第三波發售的地區之一。在台灣，12月1日～2日陸續由三大電信公司台灣大哥大、遠傳電信與中華電信展開預約，並於2011年12月16日正式開始發售。這一次苹果打破前例，同步在Apple Online Store以及經銷商販賣無鎖版iPhone 4s。2012年1月13日在中国大陆上市，同年3月17日推出中国电信合约计划版本。

## 命名由來
蘋果公司執行長提姆·庫克在2012年5月指出iPhone 4s的「s」代表的是Siri。不過，由於前任執行長史蒂夫·賈伯斯在手機發表前不久逝世，部分人將「4s」解讀為“for Steve”（為了史蒂夫），更有傳聞稱這是賈伯斯在罹癌後，自知已活不久而臨時將原訂的iPhone 5更名為4s，唯未獲證實。

## 升级部分
- 中央處理器使用Apple A5雙核處理器，提升運算性能為上一代Apple A4處理器的2倍，圖形性能提升為7倍。
- 重新設計各天線位置，並自動化切換兩根行動收發天線，並提高下載速度。
- 使用作業系統iOS 5。
- 手機網路同時支援GSM/3G和CDMA網路。
- 較長的3G通話時間，但卻有明顯較短的待機時間（與iPhone 4比較）；Apple表示耗電問題於iOS 5.0.2解決，後推遲至iOS 5.1。
- 800萬畫素背照式CMOS感光元件iSight相機並加入了LED閃光燈，五片鏡片的光學組合，最大光圈 f/2.4，並提升拍照速度。
- 錄影功能達到1080p錄影，並利用三軸陀螺儀穩定視訊。
- 語音助理Siri。
- 加入AirPlay功能，能將畫面通過鏡像方式複製到電視上。
- 搭載iCloud雲端服務。
- 衛星定位接收除全球定位系統之外，又搭載格洛納斯系統。
- 3G傳輸速度最高支援到 14.4 Mbps HSPA+。
- 新增加 64GB 版本。
- 苹果官方对其支持至iOS 9.3.6版本

## 語音支援
iPhone 4s 內建的語音功能共有 Voice Command 與 Siri 兩種，前者係沿襲舊有功能，無需網路即可使用；後者才是 iPhone 4s 的新特色，但需要連接網際網路才能使用，因需送往後端伺服器進行處理與回應。
語音控制(Voice Command)功能可接受預定的語音指令，包括中文(華語)，並可識別中文聯絡人。 在 iOS 5 下，Siri 尚未支援華語，台灣銷售的 iPhone 4s 所預設啟動的是 Voice Command 而非 Siri。 如要使用 Siri 需自行更改設定。
此前iPhone 4s发布初期，Siri仅支持英语、法语、德语三种语言，随后在iOS 5.1中增加了日语。
在2012年6月11日，苹果发表了iOS 6操作系统的宣告，iOS 6可用于iPhone 4s。 2012年9月19日 iOS 6 正式發布並開始提供原有iPhone用戶更新，其中的Siri支援19个国家和地区语言，针对亚洲地区增加了普通话、粤语、國語、韩语。自此，iPhone 4s 開始支持汉语语音智能助理。同时，还支持意大利语、西班牙语等。
在 iOS 6 及更高版本下，中文輸入法中也開始提供語音輸入功能。

## 各代iPhone型號的時間軸
| iPhone型號年表 |
| -------------- |
|                |